# 马儿卡尼清真寺
马儿卡尼清真寺（Мәрҗани мәчете）是俄罗斯喀山的一座清真寺，由叶卡捷琳娜二世下令兴建于1766-1770年。

## 历史

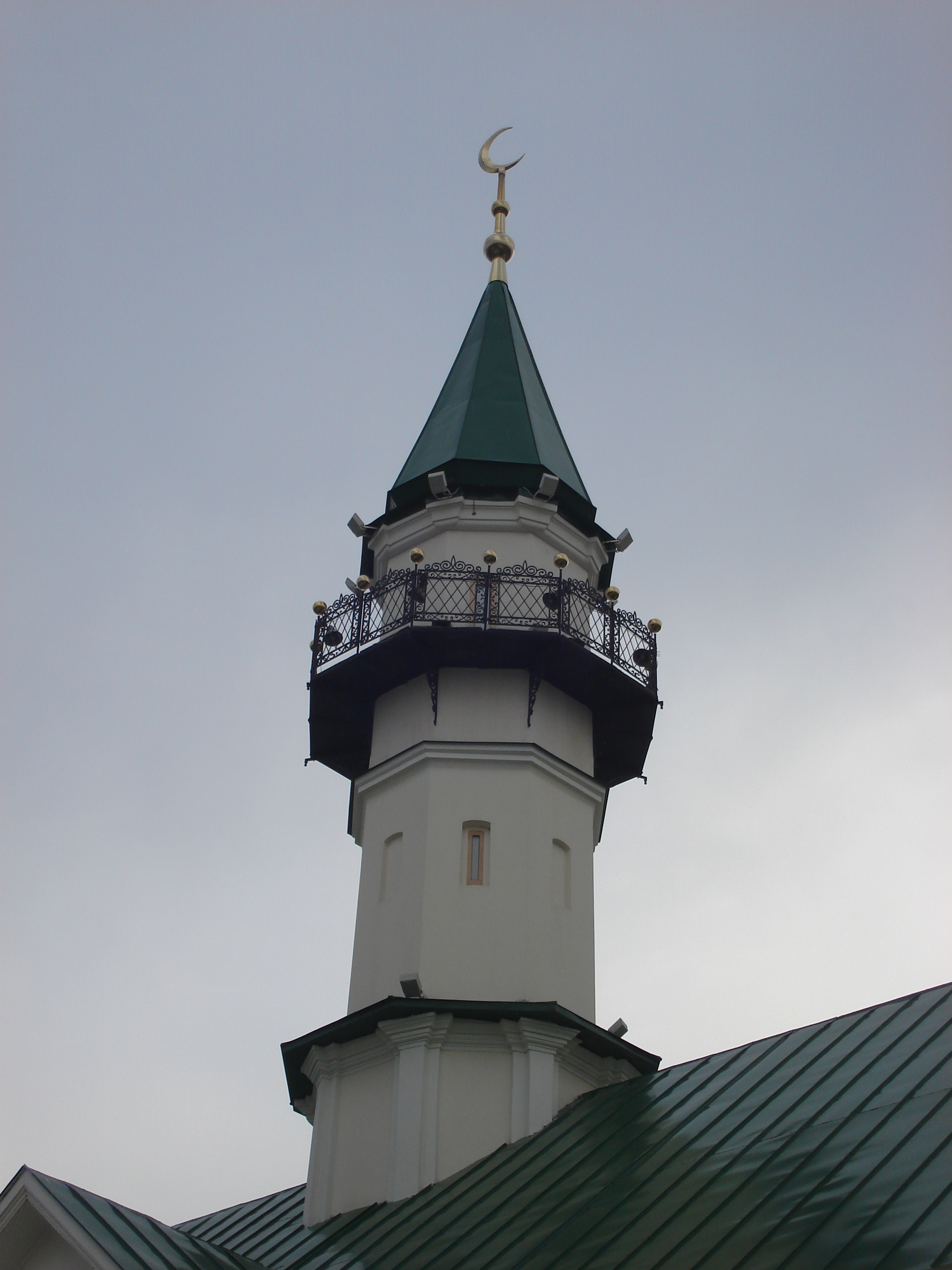

马儿卡尼清真寺是经过俄罗斯帝国对穆斯林几十年的迫害之后，在喀山所建第一座清真寺。它是鞑靼斯坦仍在使用最古老的清真寺，是在苏联时期喀山唯一幸存的清真寺。 
马儿卡尼清真寺结合了鞑靼中世纪建筑的传统与巴洛克风格，代表了一种典型鞑靼清真寺。据认为建筑师是瓦西里 Kaftyrev。马儿卡尼清真寺位于喀山老鞑靼区，卡班湖湖畔。
马儿卡尼清真寺是两层，有两个厅。内部设计是圣彼得堡巴洛克风格。
马儿卡尼清真寺目前的名称得名于鞑靼学者马儿卡尼，自1850年以来在那里担任伊玛目。